# Bitches
"Bitches" (estilizado como: bitches) é uma canção da cantora e compositora sueca Tove Lo do seu terceiro álbum de estúdio, Blue Lips (2017). O remix oficial com Charli XCX, Icona Pop, Elliphant e Alma, foi lançado em 7 de junho de 2018 como o segundo single do álbum.

## Antecedentes e desenvolvimento
Em 28 de outubro de 2016, Lo lançou seu segundo álbum de estúdio, Lady Wood, que é dividido em duas partes, "Fairy Dust" e "Fire Fade". Dois curtas-metragens inspirados por estes dois capítulos foram lançados no YouTube e Vevo. O primeiro, Fairy Dust, foi lançado em 31 de outubro de 2016, três dias após o lançamento do álbum. Ele é baseado nas primeiras seis músicas do álbum; no entanto, "Bitches", intitulado "(What I Want for the Night) Bitches", foi tocada durante a cena de créditos finais do filme. Uma versão ao vivo da canção, que foi gravada e lançada no Spotify. A cantora também cantou a música em sua Lady Wood Tour.
A versão de estúdio da canção mais tarde foi incluída no seu terceiro álbum, Blue Lips, lançado em 17 de novembro de 2017.
Em 4 de junho de 2018, Lo anunciou o remix da música, com Charli XCX, Icona Pop, Elliphant e ALMA, que foi lançado como o segundo single do Blue Lips em 7 de junho de 2018, juntamente com o vídeo da música.

## Vídeo da música
O vídeo da música "Bitches", dirigido por  Lucia Aniello, diretora do filme Broad City, foi lançado em 7 de junho de 2018. O vídeo apresenta o ator de Broad City, Paul W. Downs e atriz Jessy Hodges como um casal que vai até um supergrupo para treinar como apimentar sua vida sexual. O vídeo mostra o casal sendo aplicado com acessórios de BDSM, antes de educá-los sobre várias dicas de sexo e as cantoras colocando o casal em uma gaiola para fazer uma pausa para comer sushi. O vídeo termina com o personagem de Downs mostrando o que ele aprendeu, abaixando-se para fora da tela sob sua parceira enquanto as cantoras dançam em uma sala com luzes multicoloridas de neon.

## Lista de faixas
- Download Digital[9]

1. "Bitches" - 3:11

## Créditos
Adaptado a partir TIDAL.
- Tove Lo - vocalista, compositora, letrista
- Elliphant - artista, compositora, letrista
- Nicki Adamsson - compositora, letrista
- Ali Payami - compositor, letrista, produtor, programador, pessoal de estúdio
- Charli XCX - artista de destaque
- Alma - artista de destaque
- Icona Pop - artista de destaque
- Chris Galland - engenheiro de mixagem, o pessoal de estúdio
- Björn Engelmann - engenheiro de masterização, pessoal de estúdio
- Florent Robin - assistente do mixer, pessoal de estúdio
- Scott Desmarais - assistente do mixer, pessoal de estúdio
- Manny Marroquin - mixer, pessoal de estúdio